# 산본마쓰정
산본마쓰정(일본어: 三本松町)은 일본 가가와현 오카와군에 있던 정이다. 

## 역사
- 1889년 4월 1일 - 정촌제 시행에 수반해, 오치군 산본마쓰촌이 성립하였다.
- 1898년 2월 11일 - 정으로 승격해 산본마쓰정이 되었다.
- 1899년 4월 1일 - 오카와군 소속이 되었다.
- 1955년 3월 15일 - 오카와군 오치정과 신설합병해 오치정이 성립, 동일 산본마쓰정은 폐지되었다.

## 참고 문헌
- 角川日本地名大辞典編纂委員会, 『角川日本地名大辞典 43 香川県』, 1985, 角川書店
- 四国新聞社 編『香川年鑑』 昭和30年、四国新聞社、高松市、1954年11月30日。doi:10.11501/3022103。 NCID BB10788678。OCLC 673819408。